# 日下村 (神奈川県)
日下村（ひのしたむら. くさかむら）は、1889年（明治22年）4月1日から1927年（昭和2年）4月1日まで存在した神奈川県久良岐郡の村。古くからの住人は「くさかむら」と言うことが多い。
横浜市立日下小学校（ひした）にその名をとどめる。

## 概要
神奈川県久良岐郡中部に位置し、多摩丘陵南東端の大岡川沿いの村。現在の神奈川県横浜市港南区南部、磯子区西部にあたる。

## 歴史

### 村名の由来
旧日野村の「日」と旧笹下村の「下」を合わせて「日下村」となった。

### 沿革
- 1889年（明治22年）4月1日 - 町村制の施行により、笹下村、日野村、矢部野村、田中村、栗木村、上中里村、峰村、氷取沢村が合併して成立[1]。
- 1927年（昭和2年）4月1日 - 横浜市に編入。同日日下村廃止。
- 同年10月1日 - 横浜市の区制施行により、旧村域のうち笹下町と日野町は南区（後に分割され港南区）、その他の地区は磯子区になった。

### 人口
- 1891年（明治24年）- 戸数529、人口3,297[1]
- 1907年（明治40年）- 戸数560、人口3,788[1]
- 1920年（大正9年）- 戸数663、人口3,912[1]
- 1926年（昭和元年）- 戸数657、人口4,750[1]

## 交通

### 鉄道路線
根岸線の洋光台駅、港南台駅、横浜市営地下鉄ブルーラインの港南中央駅は、当時は未開業。

### 道路
- 鎌倉街道（現在の神奈川県道21号横浜鎌倉線）

## 現在の町名
横浜市磯子区
- 旧矢部野村、旧笹下村（一部）、日野村（一部） - 洋光台（一部。南区上大岡町も含む）
- 旧田中村 - 田中、洋光台（一部）
- 旧栗木村 - 栗木、洋光台（一部）
- 旧氷取沢村 - 氷取沢町
- 旧上中里村 - 上中里町
- 旧峰村（一部） - 峰町、洋光台（一部）

横浜市港南区
- 旧笹下村（一部） - 笹下、港南（一部）、港南中央通（一部）
- 旧日野村（一部） - 日野、日野中央、日野南、港南台（一部）、港南（一部）、港南中央通（一部）
- 旧峰村（一部） - 港南台（一部）